# WR 104
WR 104 (V5097 Sagittarii) es una estrella binaria en la constelación de Sagitario de magnitud aparente +13,54.
Está compuesta por una estrella de Wolf-Rayet y una estrella de tipo espectral B0.5V.

## Estrella espiral
La característica más notable de WR 104 es que el polvo que fluye de las estrellas forma una especie de «molinete» que gira junto a ellas cada 220 días, por lo que también se la denomina Estrella Espiral.
Su existencia es sorprendente, dado que las estrellas de Wolf-Rayet son tan calientes que el polvo que emiten es vaporizado casi de inmediato.
Al estar aproximadamente a 1600 parsecs (5200 años luz) de nosotros —distancia calculada por su posible pertenencia a la asociación Sgr OB1—, la forma espiral solo se descubrió utilizando el Telescopio Keck en el Observatorio Mauna Kea de Hawái, uno de los mayores telescopios que existen. El diámetro aproximado de la espiral es de 160 UA.

## Características de las componentes
La estrella de Wolf-Rayet tiene tipo espectral WC9d y, como tal, es muy caliente y masiva.
Con una masa aproximada de 25 masas solares y un diámetro unas 3 veces más grande que el del Sol, emite un fuerte viento estelar.
Su compañera estelar emite, a su vez, un fuerte viento estelar, que al chocar con el viento de la estrella de Wolf-Rayet forma un frente de choque que comprime el material que fluye, creando un entorno más denso y algo menos caliente en donde el polvo puede existir. El movimiento orbital del sistema es lo que produce la forma espiral.
El período orbital del sistema puede ser de 241,5 ± 0,5 días.

## Evolución
WR 104 es una estrella que ha causado cierta polémica debido a la ubicación de sus ejes respecto a la Tierra.
Al ser una estrella supermasiva, concluirá su vida de forma extremadamente violenta y luminosa en un final conocido como supernova. Cuando una estrella de este tipo muere, en la explosión que tiene lugar, el material que formaba el cuerpo de la estrella se aplana y genera una especie de disco de material estelar. Los ejes de la estrella quedan como única salida para el material que logre escapar formando un «jet» sumamente potente y de unos dos segundos de duración, conocido como explosión de rayos gamma dando lugar a un agujero negro; la energía de este chorro será igual o mayor que la energía producida por nuestro Sol en toda su vida, liberada tan solo en ese pequeño espacio de tiempo.
En un escenario hipotético en el que WR 104 hubiera colapsado en el pasado y su luz nos llegara hoy, competiría en brillo desde nuestro cielo con el del Sol; entre dos y tres días después, un increíble chorro de radiación extremadamente energético chocaría contra la Tierra destruyendo casi por completo nuestra capa de ozono dejando a la vida en la Tierra totalmente expuesta a la radiación ultravioleta emitida por nuestro Sol, causando una potencial extinción masiva.
Se piensa que si WR 104 explota como una supernova isotrópica, el impacto sobre la biosfera terrestre probablemente sea insignificante; sin embargo, en el caso de una explosión muy anisotrópica, los efectos pueden ser significativos si la Tierra se encuentra alineada ≤12º respecto al eje de salida del chorro, incluso a una distancia de 2000 parsecs.
Actualmente ciertos estudios revelan que uno de los ejes de la WR 104 apunta aproximadamente hacia nosotros.
Otros datos espectroscópicos sugieren que su eje de rotación es de 30-40° con respecto a la Tierra; lo que descartaría una posible influencia futura sobre el planeta por un brote de rayos Gamma.